# Řeřišničník skalní
Řeřišničník skalní (Cardaminopsis petraea) je nevysoká, bíle kvetoucí bylina, která se v České republice vyskytuje jen vzácně. Je to druh z rodu řeřišničník (Cardaminopsis), který někdy bývá považován za součást rodu huseníček; tam je uváděn pod jménem Arabidopsis petraea nebo Arabidopsis lyrata subsp. petraea.

## Výskyt
Druh je rozšířen ve střední a severní části Evropy, na jihu je uváděn pouze v Rumunsku. Nalézán je také v subarktických oblastech Asie a Severní Ameriky. Jeho výskyt je nesouvislý a v jednotlivých zemích se vyskytuje ostrůvkovitě, nebo je dokonce v současnosti považován za vyhynutý (Polsko, Slovensko).
Tato reliktní rostlina se v Česku disjunktně nachází především v kaňonech Jihlavy, Mže, Oslavy a Rokytné, jakož i ojediněle na skalách Doupovské pahorkatiny a Českého středohoří. Jeho stanoviště bývají převážně na severních svazích, kde roste nejčastěji ve skalních trhlinách, v kamenité suti nebo ve skrovné vegetaci na svažitých travnatých stráních. Na bazicitu půdních podkladů není náročný.

## Popis
Vytrvalá rostlina 10 až 25 cm vysoká, se vzpřímenými nebo od báze vystoupavými lodyhami, které vyrůstají z vícehlavého kořene bez výběžků. Lodyhy jsou pevné, bohatě rozvětvené, lyse nebo hustě porostlé jednoduchými chlupy. Přízemní listy jsou podlouhlé nebo obkopinaté, celokrajné nebo zubaté až peřenodílné, lysé nebo chlupaté. Listy vyrůstající vespod lodyhy bývají zubaté podobně jako přízemní a směrem vzhůru se stávají celokrajnými a hustě chlupatými. Ve tvaru listů a ochlupení je druh dost proměnlivý.
Drobné oboupohlavné květy jsou sestaveny do chudého hroznu tvořeného 15 až 20 květy. Kališní lístky jsou kratičké (asi 1,5 mm), zářivě bílé korunní lístky mívají délku 6 až 10 mm. Květy vykvétají v dubnu až červnu, obvykle jsou opylovány hmyzem nebo dochází k samoopylení. Plodem je šikmo odstávající šešule dlouhá 10 až 15 mm, která obsahuje vejčitá semena velká asi 1,2 mm. Rostliny se rozmnožují výhradně semeny.

## Možnost záměny
Řeřišničník skalní je proměnlivý druh spadající do komplexu sobě podobných drobných druhů. Lze jej zaměnit s řeřišničníkem písečným. Ten také v Česku vyrůstá, ovšem mívá květenství s více květy, lodyhu chlupatou a jeho listy nejsou celokrajné.

## Ohrožení
Je to vzácný druh, vyskytující se na svých stanovištích v malých počtech. Roste však na těžko dostupných místech, kde uniká náhodnému sešlapávání nebo likvidaci způsobené těžbou dřeva či zalesňováním. Místa jeho pravidelného výskytu jsou poměrně stabilní a řada jeho lokalit je územně chráněna.
Řeřišničník skalní je v "Seznamu zvláště chráněných druhů rostlin" stanoveném vyhláškou Ministerstva životního prostředí ČR č. 395/1992 Sb. ve znění vyhl. č. 175/2006 Sb považován za druh kriticky ohrožený (§1) a v "Červeném seznamu cévnatých rostlin České republiky" z roku 2012 je zařazen mezi druhy silně ohrožené (C2r).